# Harpactea modesta
Harpactea modesta este o specie de păianjeni din genul Harpactea, familia Dysderidae, descrisă de Dunin, 1991. Conform Catalogue of Life specia Harpactea modesta nu are subspecii cunoscute.